# 日本の精神保健
|                  |                      | 生涯有病率 | 12ヶ月有病率 |
| ---------------- | -------------------- | ---------- | ------------ |
| 気分障害         | 全体                 | 6.5%       | 2.3%         |
| 気分障害         | うち、大うつ病性障害 | 6.2%       | 2.1%         |
| 気分障害         | うち、気分変調性障害 | 0.7%       | 0.3%         |
| 不安障害         | 全体                 | 9.2%       | 5.5%         |
| 不安障害         | うち、特定の恐怖症   | 3.4%       | 2.3%         |
| 不安障害         | うち、全般性不安障害 | 1.8%       | 0.9%         |
| 不安障害         | うち、社会恐怖       | 1.4%       | 0.7%         |
| 不安障害         | うち、PSTD           | 1.4%       | 0.6%         |
| 物質関連障害     | 全体                 | 8.5%       | 1.5%         |
| 物質関連障害     | うち、アルコール乱用 | 8.4%       | 1.4%         |
| 物質関連障害     | うち、アルコール依存 | 1.2%       | 0.3%         |
| 物質関連障害     | うち、薬物乱用       | 0.2%       | 0.0%         |
| 物質関連障害     | うち、薬物依存       | 0.0%       | 0.0%         |
| 間欠性爆発性障害 | 間欠性爆発性障害     | 2.1%       | 0.7%         |

日本における精神保健（にほんにおけるせいしんほけん、英語: Mental health in Japan）は、厚生労働省の所管であり、精神保健福祉法が根拠法である。OECDは「日本の精神医療制度はOECD諸国の中で、精神病床の多さと自殺率の高さなど悪い意味で突出している」「日本の精神医療には緊急の高度を要する課題がある」と報告している。しかし日本の精神医療は近年明らかに改善の努力が行われているともOECDは評価している。
また日本はOECD諸国の中で最も少子高齢化が進んでおり、世界のどの国も経験したことのない速度で人口高齢化が進行しているため、それに伴う認知症への政策対応が急務であるとOECDは勧告している。

## 医療制度
都道府県は精神保健福祉法に基づき、精神保健福祉センター（第6条）、精神医療審査会を設置する（第12条）。また都道府県立の精神科病院を設置するか（第19条の7）、厚生労働大臣の指定する適合条件に適した精神科を有する国立、都道府県立、もしくは地方公共団体立の病院を、その代替として指定しなければならない（第19条の8）。またナショナルセンターとして独立行政法人国立精神・神経医療研究センター（NCNP）が存在する。厚生労働大臣は申請に基づいて医事拘禁の権限を持つ精神保健指定医を指定することができる（第18条）。
都道府県および保健所設置市は、精神保健についての相談指導等を行わなければならず（第47条）、配置資格として精神保健福祉士（ソーシャルワーカー）が存在する（第48条）。また、精神障害についての正しい知識の普及のための広報活動等を通じて、精神障害者の社会復帰及びその自立と社会経済活動への参加に対する地域住民の関心と理解を深めるように努めなければならない（第46条）。
|          | 人口10万あたり 精神科医 | 人口10万あたり 精神保健師 | 1000人あたり 精神病床数 | 入院費用に占める 精神疾患割合 | 60歳以上の 認知症罹患率 |
| -------- | ----------------------- | ------------------------- | ----------------------- | ----------------------------- | ----------------------- |
| 日本     | 11.1人                  | 106人                     | 2.69床                  | 10.36%                        | 6.1%                    |
| OECD平均 | 15.6人                  | 50人                      | 0.68床                  | 9.38%                         | 5.5%                    |

|        | 全精神病床数 | 入院患者数 | 措置患者数 | 措置率 | 病床利用率 |
| ------ | ------------ | ---------- | ---------- | ------ | ---------- |
| 2000年 | 358,597      | 333,328    | 3,247      | 1.00%  | 93.0%      |
| 2005年 | 354,313      | 324,851    | 2,276      | 0.70%  | 91.5%      |
| 2007年 | 351,762      | 317,139    | 1,849      | 0.60%  | 89.5%      |
| 2008年 | 350,353      | 314,251    | 1,803      | 0.57%  | 89.1%      |
| 2009年 | 348,129      | 321,681    | 1,741      | 0.56%  | 89.8%      |
| 2010年 | 347,281      | 311,007    | 1,695      | 0.55%  | 89.6 %     |
| 2011年 | 345,024      | 306,064    | ...        | ...    | 89.1%      |

### 非自発入院
精神保健福祉法を根拠とし非自発入院の制度を持ち、インフォームドコンセントが成立しない場合は、資格を取得した精神保健指定医によって介入が可能である。
- 精神科への入院[10]
  - 自発入院 - 任意入院
  - 非自発入院
    - 措置入院 / 緊急措置入院
    - 医療保護入院 / 応急入院

### 地域保健

OECD各国の人口10万あたり精神保健従事者数。
青は精神科医、赤は臨床心理士、橙は精神保健福祉士。

精神疾患の可能性のある者を見かけたならば、誰でも、保健所を通して指定医診察・保護を申請することができる（第22条）。
また、警察官は、精神障害のために自身を傷つけ、又は他人に害を及ぼすおそれ（自害他害のおそれ）があると認められる者を発見したときは、取りあえず警察署、病院、救護施設等の適当な場所において保護すると同時に（警察官職務執行法第3条第1項）、直ちに、その旨を最寄りの保健所長を経て都道府県知事に通報しなければならない（第23条）。　検察官は、精神障害者又はその疑いのある被疑者又は被告人について、不起訴処分をしたとき、又は裁判が確定したときは、速やかに、その旨を都道府県知事に通報しなければならない（第24条）。
しかし、独居であり訪問や受診を頑なに拒否している事例など、保健所では介入困難な事例も多く存在している。

## 疫学

2004年の神経・精神疾患における人口10万あたり障害調整生命年 (DALY)

日本における精神疾患の患者数で、通院患者において2011年において多いものは、うつ病と統合失調症である。近年の外来において著しい増加がみられるのは、うつ病と認知症（アルツハイマー型）である。ただし認知症の数自体は他と比較して多くはない。1996年の約218万人から2008年の約323万人へと約48%増加した。
|                                                  |                                            | 総数  | 0-14歳 | 15-34歳 | 35-64歳 | 65歳以上      | 65歳以上 | 65歳以上 |
|                                                  | うち7 0歳以上                              | 総数  | 0-14歳 | 15-34歳 | 35-64歳 | うち 75歳以上 |          |          |
| ------------------------------------------------ | ------------------------------------------ | ----- | ------ | ------- | ------- | ------------- | -------- | -------- |
| V .精神及び行動の障害                            | V .精神及び行動の障害                      | 282.3 | 1.1    | 15.6    | 128.4   | 136.6         | 105      | 73.9     |
|                                                  | 統合失調症，統合失調症型障害及び妄想性障害 | 174.1 | 0.2    | 9.7     | 97.3    | 66.5          | 44       | 24.2     |
| 気分［感情］障害（躁うつ病を含む）               | 29.1                                       | 0.1   | 1.9    | 11.5    | 15.5    | 12.5          | 9        |          |
| 神経症性障害，ストレス関連障害及び身体表現性障害 | 5.6                                        | 0.2   | 1.1    | 1.8     | 2.5     | 2.1           | 1.8      |          |
| その他の精神及び行動の障害                       | 73.5                                       | 0.6   | 2.9    | 17.8    | 52      | 46.3          | 38.9     |          |

|                                                  |                                            | 総数  | 0-14歳 | 15-34歳 | 35-64歳 | 65歳以上      | 65歳以上 | 65歳以上 |
|                                                  | うち 70歳以上                              | 総数  | 0-14歳 | 15-34歳 | 35-64歳 | うち 75歳以上 |          |          |
| ------------------------------------------------ | ------------------------------------------ | ----- | ------ | ------- | ------- | ------------- | -------- | -------- |
| V .精神及び行動の障害                            | V .精神及び行動の障害                      | 221.2 | 9.2    | 41.7    | 113.0   | 56.4          | 43.3     | 31.7     |
|                                                  | 統合失調症，統合失調症型障害及び妄想性障害 | 60.6  | 0.2    | 11.5    | 39.4    | 9.3           | 5.5      | 3.0      |
| 気分［感情］障害（躁うつ病を含む）               | 74.5                                       | 0.1   | 13.3   | 41.5    | 19.1    | 14.5          | 9.9      |          |
| 神経症性障害，ストレス関連障害及び身体表現性障害 | 47.4                                       | 1.0   | 12.0   | 22.0    | 12.3    | 9.1           | 6.2      |          |
| その他の精神及び行動の障害                       | 38.7                                       | 7.8   | 5.0    | 10.2    | 15.6    | 14.2          | 12.6     |          |

### 自殺率
| 左：WHOによる人口10万あたり自殺率（年齢標準化）。赤は13以上、黄は6.5-13、青は6.5以下右：G20各国の人口10万人あたり標準化自殺率。  |  | 左：WHOによる人口10万あたり自殺率（年齢標準化）。赤は13以上、黄は6.5-13、青は6.5以下右：G20各国の人口10万人あたり標準化自殺率。 |
| 左：WHOによる人口10万あたり自殺率（年齢標準化）。赤は13以上、黄は6.5-13、青は6.5以下 右：G20各国の人口10万人あたり標準化自殺率。 |  | |

2014年の10万人あたりの自殺率は20.9人であった。2000年から2013年の間に6.3%減少したが、しかしOECD平均と比べ高い状況にあるため、未だ要注意国であるとOECDは指摘している。
日本の高度救命救急センターに救急搬送された自殺未遂者において、80%以上についてDSM-4基準に基づく精神疾患が認められている。

### 児童青年期
精神衛生法では、児童青年を対象にした規定は存在していない。
ある研究では、引きこもり（6か月以上自宅に滞在）を理由として精神保健福祉センターにカウンセリングに訪れた16-35歳のうち、その80%は精神疾患が診断され、その33%は統合失調症もしくは気分障害、32%は一般的発達障害もしくは精神遅滞、34%はパーソナリティ障害もしくは適応障害であった。厚労省はひきこもり地域支援センターを都道府県および主要都市への設置を進めている。
精神疾患の初回発症は10代～20代前半に集中し、精神保健的介入が最も必要な若者層が、最も支援を求めたがらないとされている。また低年齢群ほど自らの精神障害を認識しにくい。 若者のみならず、その周辺の支援者（家族、学校関係者、友人など）、さらにはコミュニティ全体のメンタルヘルスリテラシーを高める啓発活動が重要となる。このため諸外国では、ノルウェーやオーストラリアなどで、若者を中心とした啓発活動を行い、症状の早期発見と悪化の解消に努めている。

### 人口高齢化に伴う認知症の増加

日本の人口ピラミッド

日本の人口高齢化はG7各国で最速のペースであり、2050年の日本は80歳以上人口が16.5%を占めると予想されている。一方で欧州の統計では80歳以上人口の2人に1人は認知症を罹患していたため、認知症への政策策定が急務であるとOECDは報告している。
2010年には、日本での認知症患者数は約462万人（65歳以上人口の15%）、その前段階の軽度認知障害（MCI）は約400万人（13%）と推定された。厚労省は2012年に「認知症施策推進5か年計画（オレンジプラン）」を策定し、社会的入院からの脱施設化を行い、コミュニティ支援施策などを進めようとしている。
2014年では、認知症患者数は約500万人、社会的費用は14.5兆円と、国民医療費全体の三分の一を占めていると推計された（厚労省認知症対策総合研究事業）。また2035年には22.9兆円に膨らむ見込み。

## 問題点
経済協力開発機構は日本の精神保健を、高い自殺率、精神科病院の病床過多、長期入院日数といった問題に特徴づけられると報告書にまとめた。

### プライマリケアの欠如
OECDの多くにおいては、メンタルヘルス問題の最初の受診先はプライマリケア医であり、また軽中程度の疾患については治療や心理療法もプライマリケア医が行っているが、日本においてはプライマリケアや総合診療医は発展途上である。厚生労働省は「G-Pネット」としてプライマリケア医と精神科医の連携を進める政策を取っている。

### 心理療法の欠如と行き過ぎた多剤投与

各国の人口1000人あたりベンゾジアゼピン系催眠鎮静剤消費量 (国際麻薬統制委員会、2011年)。鎮静催眠剤はこのような傾向であり、抗不安薬ではそうではない。（多剤大量処方#多剤大量処方の実態と原因も参照）

心理療法（精神療法）を提供する臨床心理士は、外国では法定資格であるが、日本では民間資格である。2004年度からの厚労科研の研究では、医療現場での精神療法の現状について「十分に行われている」と答えた医療機関は約5%で、「若干できている」場合でも25%弱に過ぎない。さらに数の面でも心理療法を提供できる心理士は人口10万あたり5人しかいない（OECD平均では26人）。
2010年には、厚生労働大臣が「うつ病などに対する薬漬け医療」に言及し、自殺・うつ病対策プロジェクトチームにて、大量処方と過量服薬の防止について検討していることに言及した。これは、薬剤師を活用するなどの閣議決定も虚しく是正されることはなく、2014年（平成26年）には、上限数を超える処方箋医薬品を処方箋に書いた場合、処方医師の診療報酬を減額することが決まった。この規制は2016年度の改定において「3種類以上」へと強化された。
2014年のOECDによる日本の医療の質レビューでは、日本は「専門家及び地域社会双方による精神保健医療福祉サービスにおいて、不適切な薬剤使用（行き過ぎた多剤投与）を削減し、診療報酬を通じて代替的治療法が適切に評価されるようにするために、一層の努力が必要である」と勧告されている。そのためOECDは日本に対し、軽中程度の患者に対しては心理療法（認知行動療法など）を中心とした治療を提供できるよう、根拠に基づいた治療プログラムの整備を進めるよう勧告し、その参考例としてイギリスの心理療法アクセス改善（IAPT）プログラムを挙げている。
OECDは、うつ病や不安障害については、会話療法（心理療法）は薬物療法と同じぐらい効果があり、また患者にも好まれるため、治療の第一選択肢は書籍ベースのセルフヘルプ、またはコンピュータによるセルフヘルプを提案している。さらに他国に比べ向精神薬の処方量が高いこと（不適切な使用, Appropriate usage）が懸念され、より少量へとコントロールする方向での制度改定が進みつつある点も記載されている。
2015年9月、国会で公認心理師法案が成立し、公認心理師が資格化された。

### 精神科病院における身体拘束・人権侵害

OECD諸国の人口あたりベット数（機能別）

日本の精神福祉の状況は、依然として患者に対する人権蹂躙が存続しており、かつては1983年の宇都宮病院事件では『死のリンチ』で有名となったが、事件以降も5年間で23件の問題事件が確認されており、2001年でも朝倉病院事件、箕面ヶ丘病院事件などで人権侵害・不当入院措置・診療報酬不正請求が明らかとなっている。
2013年に国際連合人権理事会は日本に対し、精神障害者の非常に大勢が、自らの意思に反して長期間に渡って社会的入院されていることや、身体拘束と隔離が過剰に用いられていることを警告し、日本は、全ての精神科病院を訪問監査する独立組織を立ち上げること、また外来ケアとコミュニティケアを充実させ、入院患者数を削減（脱施設化）するよう勧告している。
日本の精神科病院では、2014年（平成26年）6月30日時点で、身体拘束を受けている入院患者は1万682人にのぼり、2013年（平成25年）の1万229人を453人上回り、隔離患者数も、2013年の9,883人から211人増えて、2014年には1万94人にのぼっており、2003年（平成15年）の5,109人から10年間で倍増している。
精神保健福祉法では、任意入院者については本人から退院の申出があった場合、院長はその者を退院させなければならない（第21条第2項）、これを拒否できるのは自殺意図、自傷行為、対人関係トラブルにより、開放処遇（日中に閉鎖されない、いわゆる開放病棟での処遇）の継続が適当でない場合のみであるが、医療保護入院が濫用されている。
一方で介護保険では、厚生労働省は身体拘束ゼロを目指しており、介護保険法介護保険指定基準（省令）にて切迫性・非代替性・一時性の全てを満たす場合を除いて、身体拘束を行ってはならないと規定しており、身体拘束への障壁が高い。

### 社会的入院

OECD各国の平均精神病院入院日数。

日本の精神保健は他国に比べ「脱施設化」が遅れているとOECDは報告しており、社会的入院という問題を抱えている。
全世界の精神科病床数200万床のうち、日本は35万床と世界の6分の1を保有し、日本だけ精神障害が流行しているということもないため、国際的に批判の的となっている。さらに平均入院日数（ALOS）は、日本では298日であり、OECD平均の36日からは大きくかけ離れている（2011年）。日本では入院するような病気を抱えていないままに、病院から地域に出られない、地域で暮らすための社会資源が無いため、入院せざるを得ない人々が大勢存在するということである。引き取る親族がいないため40年もの間入院し、東日本大震災の福島第一原子力発電所事故で、病院の被災と避難を契機に、ようやく退院し、地域移行できたという男性もいる。
2002年（平成14年）にも、これを10年をかけて半減しようとしたが、病床を空けることができても、病院側の収入が減ってしまい、新たな病人で入院ベットを埋めてしまったため、解消を達成出来ず、2014年（平成26年）には、精神科病棟の一部を居住施設へと転換するという構想が持ち上がったため、精神障害者や障害者支援団体から「新たな患者の囲い込みである」との批判を受けている。
バザーリア法によって脱施設化で改革されたイタリアなどと異なり、日本の精神科医療は民間中心で精神病床の9割が民間病院にある。このため、病院経営や雇用維持を考え、患者の退院や病床削減に消極的になるとの指摘がある。
そもそも、1958年（昭和33年）に厚生省は、精神科病院を作りやすいように、医療法の「精神科特例」（医師：一般科の1⁄3 看護職：一般科の2⁄3）を発出し、医療金融公庫の精神病床融資基準枠を年間1万5千床に広げ、民間による精神病床の大増床を進めてきたため、民間参入が進んだ経緯がある。
厚生労働省の2004年（平成16年）の目標では、精神科病床数を10年後の2014年（平成26年）までに、7万床削減するとしたが、その目標は達成出来なかった。
OECDは各国に対し、診療報酬の日数払い制度は医療機関の過剰診療を招くため、日数制限やDPCによる包括払い制度の導入など、支払制度の改革が必要だと勧告している。厚生労働省は、2014年の診療報酬改定、アウトリーチ支援、精神障害者地域移行・地域定着支援事業などで、社会的入院から地域支援への移行を促進しようとしている。

### 生活保護の医療扶助
生活保護の一つである医療扶助は生活保護費の半分を占め、うち医科の入院医療費が全体の55.7%（2013年）と大きく、医療扶助による入院患者は、１か月平均の42.9%が精神障害であり多数となっている。人数では7.1%入院患者に、医療扶助費全体の55%余が使われている。日本は、世界でも突出して精神科のベッド数、入院患者数が多い国であり、長期入院が生活保護費を上昇させている。

### 精神保健福祉資料（630調査）情報公開問題
厚生労働省の「精神保健福祉資料（630調査）」は、都道府県が毎年6月30日に集計し厚労省に報告、各都道府県が情報公開していたが、平成30年（2018年）度より個人情報保護を理由に、非開示とされるケースが続出している。市民団体「精神科医療の身体拘束を考える会」では、従来は開示され、患者が病院を選ぶ判断材料としてきたと批判している。
精神病床がある日本の病院で、50年以上入院する精神疾患の患者数が、2017年（平成29年）6月30日時点で、少なくとも1,773人に達していると、毎日新聞が報道したことが影響している可能性があると示唆されている。630調査について、厚生労働省は2018年7月、都道府県への協力依頼文書に「個々の調査票の内容の公表は予定しておらず、その集計結果のみを公表する予定」「（精神科医療機関に対して）その旨を明示した上で協力を求めること」などの文言を入れたと報道されている。

## 福祉制度
日本法上の精神障害者の定義は下記の通りである。
精神保健及び精神障害者福祉に関する法律
「統合失調症、精神作用物質による急性中毒又はその依存症、知的障害、精神病質その他の精神疾患を有する者（第5条）」とされる。
障害者基本法
「精神障害があるため、継続的に日常生活又は社会生活に相当な制限を受ける者(第2条)」である。
障害者の日常生活及び社会生活を総合的に支援するための法律（旧：障害者自立支援法）
「精神保健及び精神障害者福祉に関する法律」の第5条に規定する精神障害者から知的障害者福祉法にいう知的障害者を除いた者のうち18歳以上である者（第4条）である。なお、精神障害者のうち18歳未満の者は児童福祉法第4条第2項に規定する障害児と一緒に障害児としている
精神保健福祉法(精神保健及び精神障害者福祉に関する法律)では精神障害を「統合失調症、精神作用物質による急性中毒又はその依存症、知的障害、精神病質その他の精神疾患」と定義する。しかし、典型的な精神疾患である気分障害(感情障害)や所謂神経症性障害を例示することなく「その他の精神疾患」に一括りする一方で、先天性または乳幼児期・青年期早期からの障害又は通常からの偏りから生じ、通常の精神疾患とは別個に取り扱われる精神遅滞（知的障害）や精神病質が、治療と社会復帰を目的とする精神保健福祉法に例示されていることについては、バランスを欠くとする批判もあるが、法改正の必要性の有無などについて議論が深まってはいない。

### 障害者自立支援

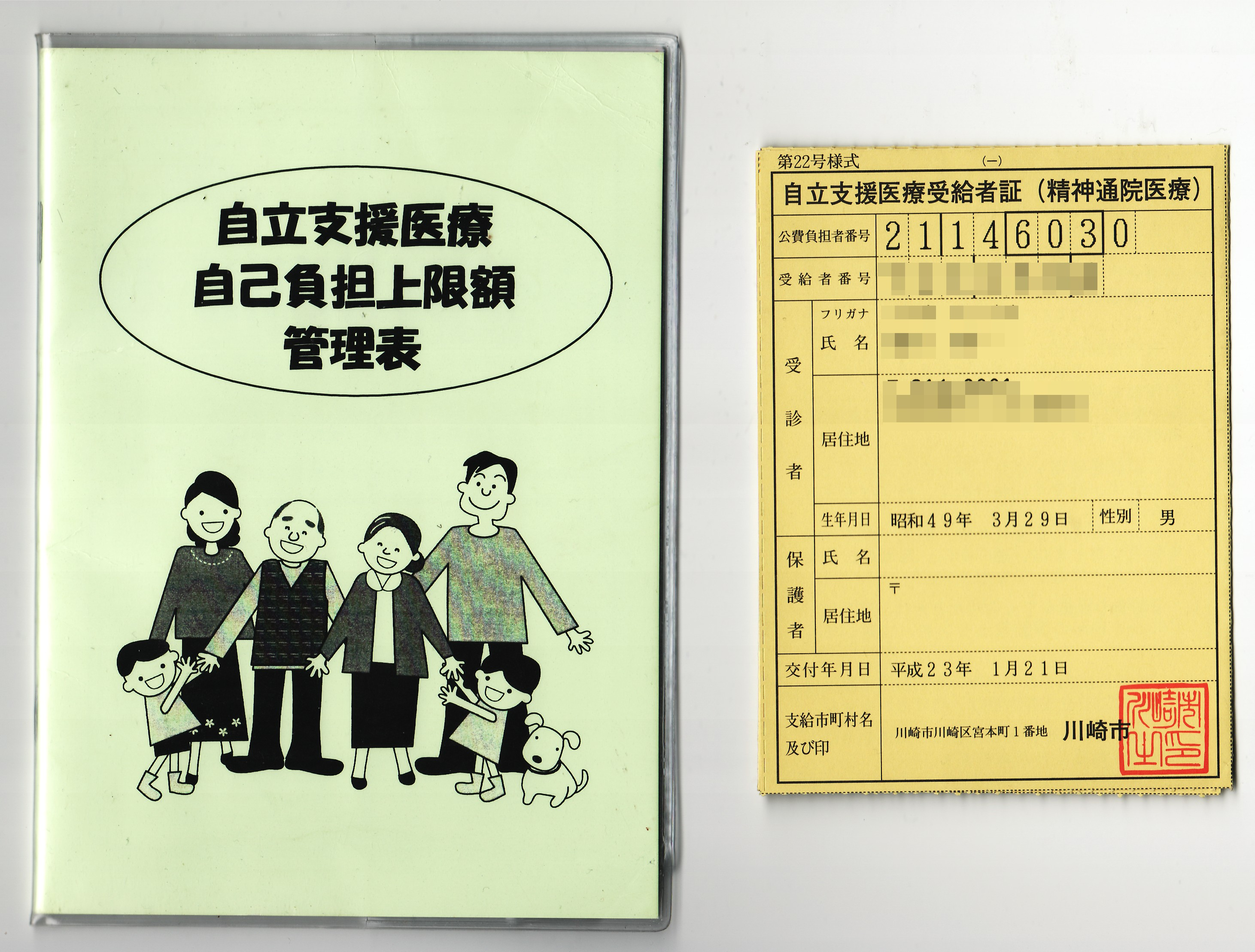
自立支援医療の受給者証と自己負担上限額管理表の例(神奈川県川崎市)

障害者自立支援法による自立支援医療（精神通院医療）が存在する。これは診察料・薬代といった精神疾患の治療に対する通院医療費負担、社会復帰支援事業の施設利用料の一部公的負担が適用となる。医療費全体の原則10%負担で、患者の世帯収入に応じた応益負担である。
- 1965年、通院医療費公費負担制度が設立。精神科通院医療費の負担は、精神保健及び精神障害者福祉に関する法律（精神保健福祉法）第32条の「通院医療費公費負担制度」で全体の5%負担であった。財政に余裕がある地方公共団体によっては、残りの自己負担分も負担し、無料であった[62]。
- 2005年、障害者自立支援法による自立支援医療（精神通院医療）が開始。
- 2009年3月31日、厚生労働省が障害者自立支援法等の一部を改正する法律案を第171回国会に提出。
- 2010年12月3日、第176回国会にて障がい者制度改革推進本部等における検討を踏まえて障害保健福祉施策を見直すまでの間において障害者等の地域生活を支援するための関係法律の整備に関する法律（通称、障害者自立支援法改正案）が成立。応益負担から応能負担への変更、グループホームを利用する個人への助成などが変更点。2013年8月までの障害者自立支援法の廃止とそれに変わる新法制定の間のつなぎの法律。

### 精神障害者保健福祉手帳
「精神障害者保健福祉手帳の障害等級の判定基準について（厚生省保健医療局長通知）」によると、概ね下記の通りである。

### 障害者雇用
2006年4月より精神障害者保健福祉手帳の所持者に限り障害者の雇用の促進等に関する法律（障害者雇用促進法）による法定雇用率の算定に加えることができるようになった。

### 障害年金
障害の程度など、条件によっては障害年金の受給ができる。障害年金には、国民年金法に基づく『障害基礎年金』と、厚生年金保険法に基づく『障害厚生年金』がある。
認定基準上での精神障害は「統合失調症、統合失調症型障害及び妄想性障害」、「(感情)障害（そううつ病）」、「症状性を含む器質性精神障害」、「てんかん」、「知的障害(精神遅滞)」に区分されている。パーソナリティ障害は原則認定の対象外で、神経症については原則として認定の対象とならないが、臨床症状から判断して精神病の病態を示しているものについては、統合失調症またはそううつ病に準じて取り扱うことになっている。

## 歴史

### 中世
江戸時代以前には、精神的な不調は、加持祈祷や漢方によって治療された。古代律令制度では、癲狂（てんきょう）は制度上保護されていた。精神疾患を病気として解釈して、治療を行っていた。治療施設としては主に仏教寺院がその役割を担い、現在の入院施設に当たるものであった。京都府京都市左京区岩倉上蔵町の大雲寺が有名である。寺院による治療施設には、密教系と浄土真宗系、日蓮宗系に分かれる。密教系は水行療法（滝行）など、浄土真宗系では漢方薬と灸、日蓮宗系は参籠による読経が行われた。
江戸時代末期には、江戸小松川狂疾治療所、大坂石丸癲狂院などの精神疾患専門施設が設置された。治療方法は、漢方薬による薬物療法も行われてはいたが、ほとんどは水行療法（滝行）、加持祈祷であった。
江戸時代中期の医師である香川修徳によると、当時の精神疾患は、
1. 驚…けいれんを主な症状とする小児の疾患
2. 癲…大きな発作を伴うてんかん
3. 驚癲…神経症圏の疾患。
4. 狂…統合失調症(旧・精神分裂病)。さらに「柔狂」と「剛狂」の2つに分類され、前者は破瓜型統合失調症、後者は緊張型統合失調症にそれぞれ相当する。
5. 痴鵔…知的障害
6. 不食…摂食障害

に分類されていた。

### 戦前

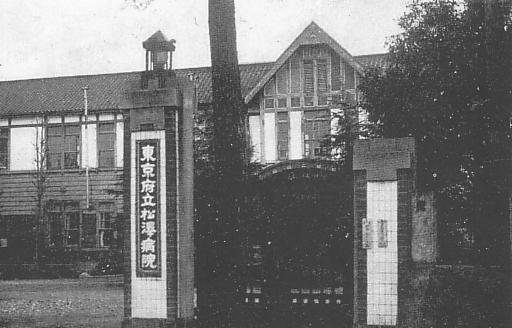
東京府立時代の松沢病院

明治政府が本格的に衛生行政に着手したのは1873年(明治6年)で、この年に文部省に医務局が設置された。翌1874年（明治7年）、文部省が東京府、京都府、大阪府に対し医制を発布し、癲狂院の設立を規定した。全国にいくつか治療所が存在した。
1875年(明治8年)には日本初の公立精神科病院「京都府療病院付属癲狂院」(現・川越病院)が、京都府京都市左京区の臨済宗南禅寺派の寺院、南禅寺境内に設立されている。1878年（明治11年）、日本初の私立精神科病院、加藤瘋癲病院（東京府）が認可される。ほかにも後に岩倉病院となった京都岩倉の岩倉大雲寺や、のちに小松沢癲狂院となった東京小松沢の小松沢狂疾治療所などいくつかが点在していた。
戦前の、人権的、医学的に不当な癲狂院の実態については、近代庶民生活誌 20 病気・衛生に詳しい。「東京府巣鴨病院ー五区患者手記」「読売新聞連載 人類最大暗黒界 瘋癲病院」「東京都巣鴨病院にたいする東京府内訓」「戦前の精神科病院の死亡率」などが記述されている。なお、戦前の民間療法、私宅管理なども書かれている。悲惨な収容小屋や荷車に括りつけられ輸送される患者などの写真もある。東京都松沢病院（巣鴨病院 設立当初名称は東京府癲狂院）の昭和20年の年間在籍患者の死亡率は40.9%に達した。
1879年（明治12年）には旧中村藩のお家騒動「相馬事件」が起こる。精神病患者への処遇や、新興新聞によるセンセーショナルな報道の是非を巡り、世間へ大きな影響を与えた。これをきっかけに1900年（明治33年）に精神病者監護法が制定され、無許可監置を禁じた。当時精神科は2000床しかなかったため、精神に著しい問題が見られる者は、座敷牢という個人の自宅内に設置した牢屋に入監した。
1891年に京都府愛宕郡大宮村に開院した船岡癲狂院（のち船岡精神病院と改称）では、1902年に失火を起こし、焼死者17名を出す惨事となった。
1919年（大正8年）には精神病院法が制定された。

### 戦後
1950年（昭和25年）にアメリカ合衆国カリフォルニア州にならった精神衛生法が施行され、これにより私宅監置から精神病院への移行を図ることとなった。都道府県には精神病院の設置が義務づけられたが、その履行は難しかったため、国は通知にて規制を緩和し、1960年（昭和35年）に政府全額出資よって設立された医療金融公庫を活用して私立精神病院の大増設を行った。
1950年になると精神衛生法が制定され、1984年には改正され精神保健法となった。1995年に、再び改正され精神保健及び精神障害者福祉に関する法律（精神保健福祉法）となった。
しかし1970年代からは、米国やイタリアにおいては脱施設化の流れを受け、精神病床数は減少していったが、一方で日本では1990年代に入るまで増加する一方であった。

### 21世紀
2013年には、精神保健福祉法の改正により、家族などの保護責務規定（第20条）が削除され、また厚生労働大臣は、精神科医療の指針を示す責務を持つ（第41条）こととなった。